# Vicarious (пісня)
«Vicarious» — пісня американського рок-гурту Tool, перший сингл з альбому 10,000 Days 2006 року.

## Про пісню
Пісня «Vicarious» розповідає про людей, які прикуті до телевізора і дивляться на біль та страждання інших. «Мені потрібно спостерігати, як усе гине, з безпечної відстані», «Я живу, поки весь світ вмирає, набагато краще, аніж ти» — співає фронтмен гурту Мейнард Кінен.
Кліп на пісню — єдиний з альбому 10,000 Days — зняв, як і більшість попередніх відео, гітарист Адам Джонс, а співрежисером став художник Алекс Грей, якій почав працювати з гуртом на попередньому альбомі Lateralus (2001). На відміну від попередніх кліпів, цей не містить покадрової анімації, а є повністю створеним за допомогою комп'ютерної графіки. Головним героєм кліпу є загадкова напівпрозора людина, в якій наприкінці твору з'являється «третє око». Яскравий візуальний ряд кліпу натхнений езотеричними роботами Алекса Грея.
Пісня посіла друге місце в хіт-параді Billboard Mainstream Rock та була номінована на «Греммі» в категорії «Найкраще рок-виконання».

## Місця в чартах
| Хіт-парад                    | Дата дебюту в чарті | Найвища позиція |
| ---------------------------- | ------------------- | --------------- |
| Mainstream Rock Airplay      | 06.05.2006          | 2               |
| Alternative Airplay          | 06.05.2006          | 2               |
| Bubbling Under Hot 100       | 06.05.2006          | 15              |
| Active Rock                  | 06.05.2006          | 1               |
| Heritage Rock                | 06.05.2006          | 3               |
| Radio Songs                  | 24.06.2006          | 74              |
| Canada Rock                  | 22.07.2006          | 15              |
| Digital Song Sales           | 17.08.2019          | 26              |
| Hot Rock & Alternative Songs | 17.08.2019          | 11              |
| Rock Digital Song Sales      | 17.08.2019          | 8               |
| Hard Rock Digital Song Sales | 17.08.2019          | 8               |
| Hot Rock Songs               | 17.08.2019          | 11              |
| Canadian Digital Song Sales  | 17.08.2019          | 42              |